# Frizon
Pour l’article ayant un titre homophone, voir Frison.
Frizon est une commune française située dans le département des Vosges, en région Grand Est.
Ses habitants sont appelés les Tamboises ou les Tambois.

## Géographie

### Localisation

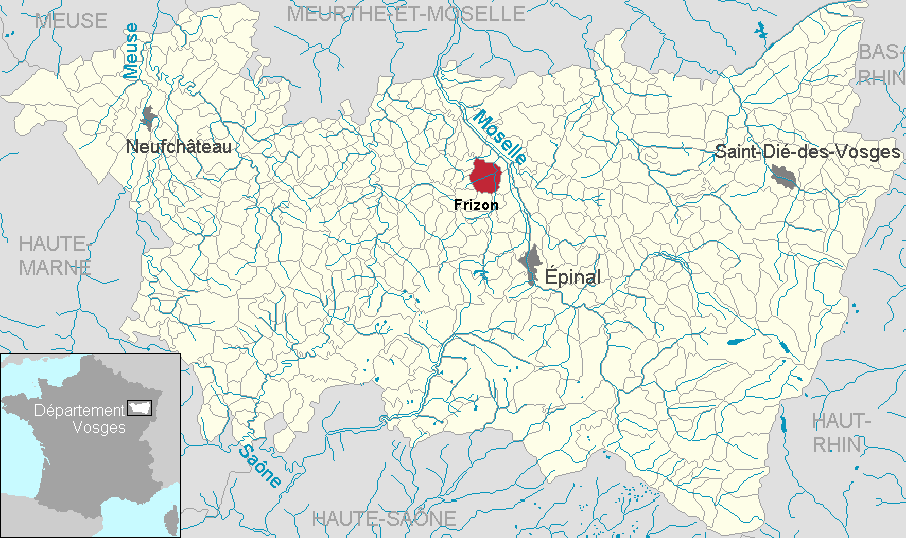
Localisation dans le département.

À 14 km d'Épinal, le village est bâti en étage sur un plateau dominant la rive gauche de la Moselle, arrosé par l'Avière. On y distingue Frizon-Haute et Frizon-Basse. Les deux parties du village sont partagées par le ruisseau du Poinsot.
Le village était traversé par la route départementale D 6 venant de Nomexy (4 km) et se dirigeant vers Mazeley (7 km). Un autre tracé, plus récent, de la D 6 évite l'agglomération ; l'accès à la RN 57 se fait alors par un échangeur dont l'emprise est partagée entre Frizon et Nomexy.

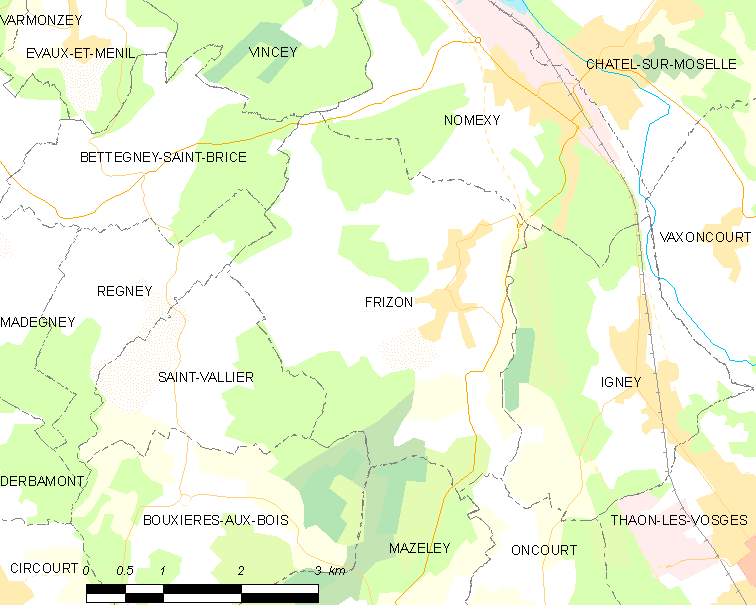
Situation géographique de Frizon.

### Hydrographie et les eaux souterraines
Hydrogéologie et climatologie : Système d’information pour la gestion des eaux souterraines du bassin Rhin-Meuse :
Territoire communal : Occupation du sol (Corinne Land Cover); Cours d'eau (BD Carthage),
Géologie : Carte géologique; Coupes géologiques et techniques,
 Hydrogéologie : Masses d'eau souterraine; BD Lisa; Cartes piézométriques.
La commune est située dans le bassin versant du Rhin au sein du bassin Rhin-Meuse. Elle est drainée par l'Aviere, le ruisseau d'Aubiey et le ruisseau le Poinsot,.
L'Avière, d'une longueur totale de 28 km, prend sa source dans la commune de Renauvoid et se jette  dans la Moselle à Châtel-sur-Moselle, après avoir traversé dix communes.

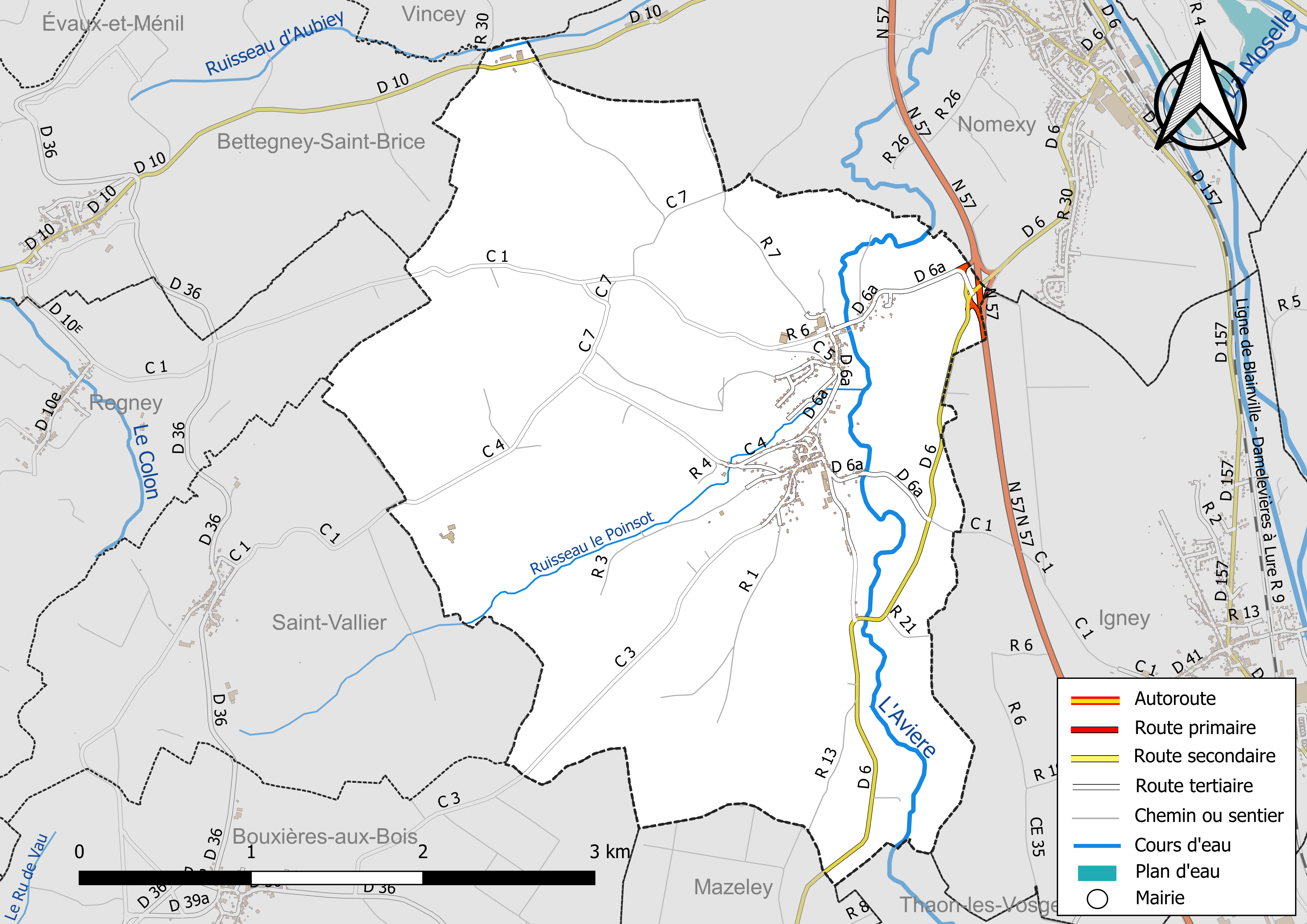
Réseaux hydrographique et routier de Frizon.

La qualité des eaux de baignade et des cours d’eau peut être consultée sur un site dédié géré par les agences de l’eau et l’Agence française pour la biodiversité.

### Climat
Pour des articles plus généraux, voir Climat du Grand Est et Climat des Vosges.
En 2010, le climat de la commune est de type climat de montagne, selon une étude du Centre national de la recherche scientifique s'appuyant sur une série de données couvrant la période 1971-2000. En 2020, Météo-France publie une typologie des climats de la France métropolitaine dans laquelle la commune est exposée à un climat semi-continental et est dans la région climatique  Lorraine, plateau de Langres, Morvan, caractérisée par un hiver rude (1,5 °C), des vents modérés et des brouillards fréquents en automne et hiver. 
Pour la période 1971-2000, la température annuelle moyenne est de 9,4 °C, avec une amplitude thermique annuelle de 17 °C. Le cumul annuel moyen de précipitations est de 1 048 mm, avec 12,5 jours de précipitations en janvier et 10,4 jours en juillet. Pour la période 1991-2020, la température moyenne annuelle observée sur la station météorologique de Météo-France la plus proche, « Épinal », sur la commune de Dogneville à 10 km à vol d'oiseau, est de 10,3 °C et le cumul annuel moyen de précipitations est de 907,0 mm. 
La température maximale relevée sur cette station est de 39,3 °C, atteinte le 25 juillet 2019 ; la température minimale est de −18,9 °C, atteinte le 12 janvier 1987,,. 
Les paramètres climatiques de la commune ont été estimés pour le milieu du siècle (2041-2070) selon différents scénarios d'émission de gaz à effet de serre à partir des nouvelles projections climatiques de référence DRIAS-2020. Ils sont consultables sur un site dédié publié par Météo-France en novembre 2022.

## Urbanisme

### Typologie
Au 1er janvier 2024, Frizon est catégorisée commune rurale à habitat dispersé, selon la nouvelle grille communale de densité à sept niveaux définie par l'Insee en 2022.
Elle est située hors unité urbaine. Par ailleurs la commune fait partie de l'aire d'attraction d'Épinal, dont elle est une commune de la couronne,. Cette aire, qui regroupe 118 communes, est catégorisée dans les aires de 50 000 à moins de 200 000 habitants,.

### Occupation des sols
L'occupation des sols de la commune, telle qu'elle ressort de la base de données européenne d’occupation biophysique des sols Corine Land Cover (CLC), est marquée par l'importance des territoires agricoles (67 % en 2018), une proportion sensiblement équivalente à celle de 1990 (67,1 %). La répartition détaillée en 2018 est la suivante : 
prairies (38,3 %), forêts (25,2 %), zones agricoles hétérogènes (18,4 %), terres arables (7,8 %), zones urbanisées (4,7 %), milieux à végétation arbustive et/ou herbacée (3,1 %), cultures permanentes (2,5 %). L'évolution de l’occupation des sols de la commune et de ses infrastructures peut être observée sur les différentes représentations cartographiques du territoire : la carte de Cassini (XVIIIe siècle), la carte d'état-major (1820-1866) et les cartes ou photos aériennes de l'IGN pour la période actuelle (1950 à aujourd'hui).

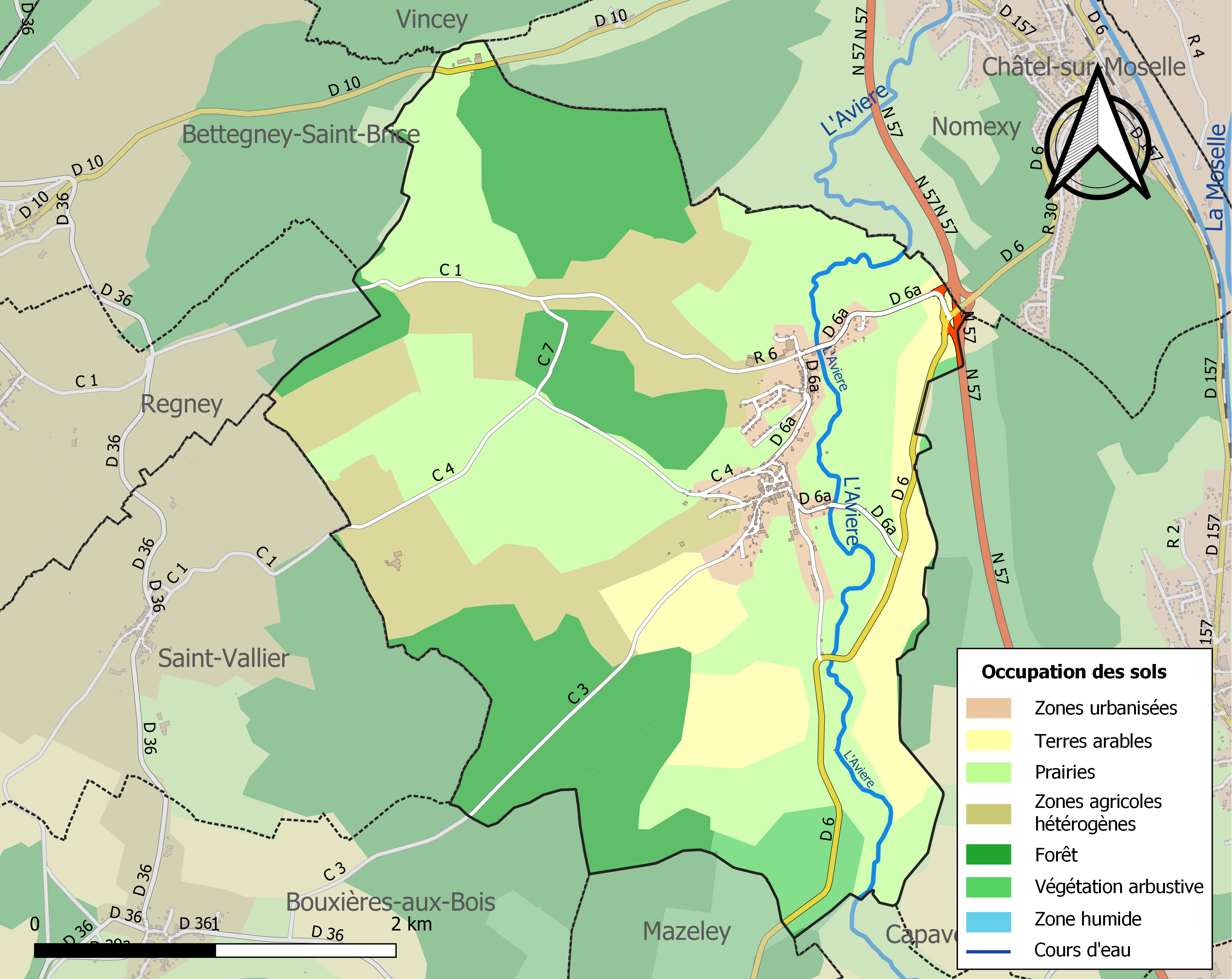
Carte des infrastructures et de l'occupation des sols de la commune en 2018 (CLC).

## Toponymie
Le nom de la localité est attesté sous les formes Fresonium (XIe siècle) ; ? Tresonis, pour Fresonis (1134) ; Frisons (1298) ; Freson (1316) ; De Frisonno (1402) ; Fryson la Basse, la Basse Frison (1431) ; Frison haute et basse (1449) ; La haulte Frison (1481) ; « Aux lieux, bans et finages des deux Frizons, sçavoir la haulte et la basse » (1574) ; Frizon la Haulte, Frizon la Basse (1576) ; Les Frisons (1711) ; Frisonium (1768) ; Frison la Haute, Frison la Basse (XVIIIe siècle) ; Frisson (1790) ; Frizon (1793) ; Frison (1801).

On retrouve les appellations Frizon-Haute et Frizon-Basse jusqu'au xxe siècle.
Variation de frison, dérivé de l'ancien français frise, grosse étoffe de laine originaire de Frise, « drap de Frise » ou « drap frisé » : l’expression plus ancienne « drap de Frise » (vers 1210) semble désigner un tissu plus précieux. Ce nom a pu désigner le marchand de cette étoffe.

## Histoire
La présence romaine a été confirmée en 1834 par la découverte d'une médaille en or (aureus acheté par le musée départemental d'Épinal en 1834) au type de Tibère.
En 1861, une enquête de l'instruction publique note l'existence de pavés en pierre calcaire (largeur de 7,10 m) visibles entre le bois d'Igney, le moulin du Rang Denis et Bois le Conte et conclut à l'existence d'une voie romaine qui venait de Bettegney-Saint-Brice pour aller vers Igney (Cahiers Vilminot, 4,p. 6).
Le village de Frizon apparaît sous le nom de Frezonis Villa dans un titre de 1104 inscrit au prieuré de Belval.
Les archives révèlent, en date du 25 février 1574, un « dénombrement » de Claude de Bussignécourt, seigneur de Damelevières de ce qu'il possédait "lez Haute et Basse Frizon". Il s'agissait de villages appartenant au bailliage de Châtel-sur-Moselle.
Détruite par les Suédois lors de la guerre de Trente Ans, ravagée par les troupes de Louis XIV peu après, l'ancienne Frizonium Villa ne comptait plus qu'une cinquantaine d'habitants au XVIIe siècle.
Le duc de Lorraine Stanislas Leszczyński y fit construire un relais de chasse au XVIIIe siècle entre Frizon-Haute et Frizon-Basse ; celui-ci était devenu un restaurant qui a été fermé.
Le 27 avril 1895, les trois ponts du village furent emportés par la vague d'eau consécutive à la rupture du barrage de Bouzey et on dénombra quatre victimes.
Le 11 juillet 1984, une rafale descendante souffla sur la commune causant de nombreux dégâts matériels mais aucune victime ne fut à déplorer. La forêt de Frizon porte encore aujourd'hui les traces de cet événement dont elle a beaucoup souffert.

## Politique et administration

### Liste des maires successifs
| Période                                  | Période   | Identité            | Étiquette | Qualité |
| ---------------------------------------- | --------- | ------------------- | --------- | ------- |
| Les données manquantes sont à compléter. |           |                     |           |         |
| mars 2001                                | mars 2014 | Jean-Marie Chrétien |           |         |
| mars 2014                                | mars 2020 | Colette Pierrat     |           |         |
| mars 2020                                | En cours  | Luc Bedin           |           |         |

### Intercommunalité
La commune de Frizon appartient à la communauté d'agglomération d'Épinal.

### Budget et fiscalité 2022

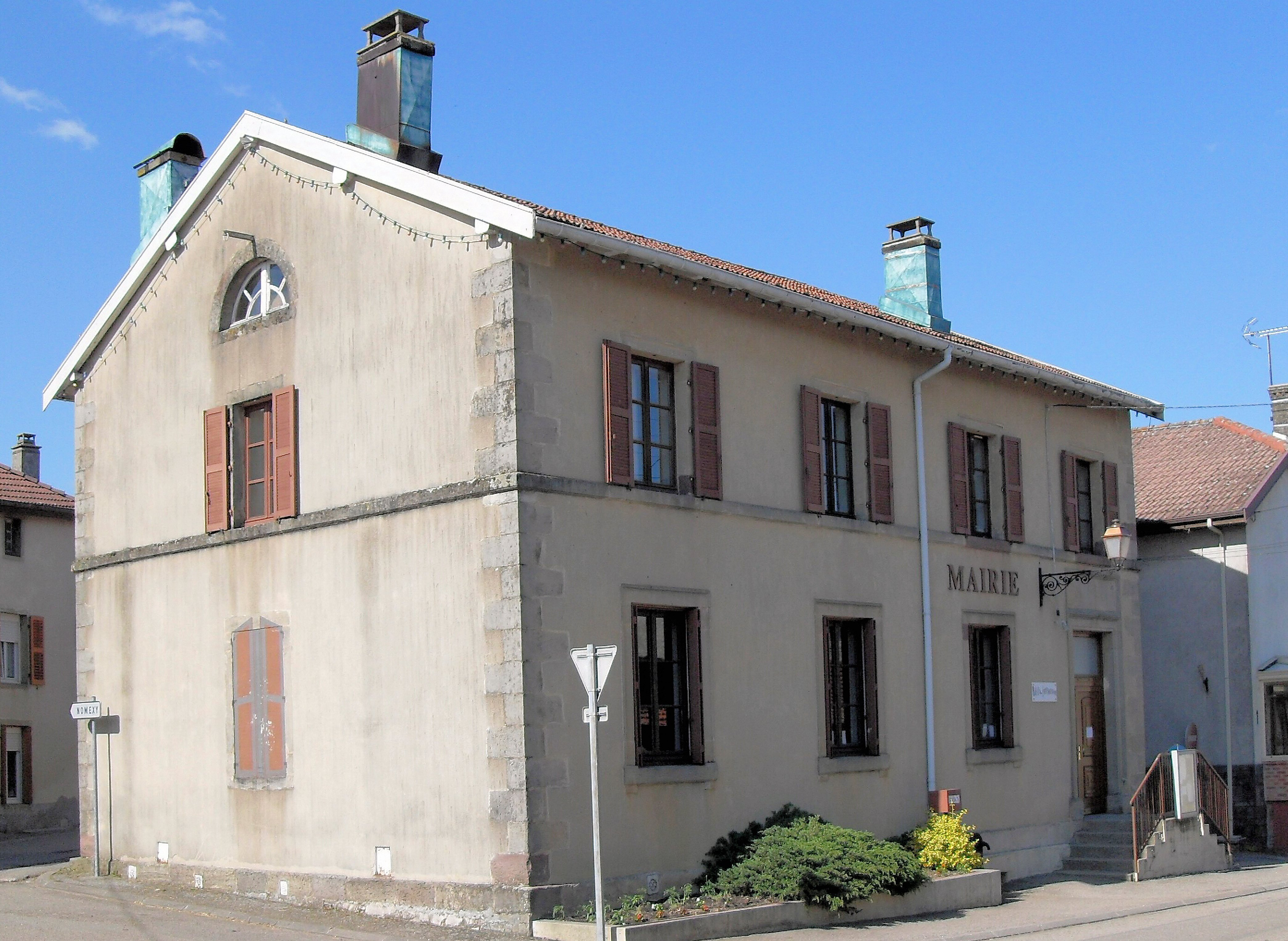
Mairie de Frizon.

En 2022, le budget de la commune était constitué ainsi :
- total des produits de fonctionnement : 291 000 €, soit 553 € par habitant ;
- total des charges de fonctionnement : 275 000 €, soit 521 € par habitant ;
- total des ressources d'investissement : 47 000 €, soit 90 € par habitant ;
- total des emplois d'investissement : 118 000 €, soit 224 € par habitant ;
- endettement : 64 000 €, soit 122 € par habitant.

Avec les taux de fiscalité suivants :
- taxe d'habitation : 9,27 % ;
- taxe foncière sur les propriétés bâties : 34,91 % ;
- taxe foncière sur les propriétés non bâties : 18,63 % ;
- taxe additionnelle à la taxe foncière sur les propriétés non bâties : 0,00 % ;
- cotisation foncière des entreprises : 0,00 %.

Chiffres clés Revenus et pauvreté des ménages en 2021 : médiane en 2021 du revenu disponible, par unité de consommation : 23 950 €.

### Jumelages
Frizon n'est jumelée avec aucune ville.

## Population et société

### Démographie

#### Évolution démographique
L'évolution du nombre d'habitants est connue à travers les recensements de la population effectués dans la commune depuis 1793. Pour les communes de moins de 10 000 habitants, une enquête de recensement portant sur toute la population est réalisée tous les cinq ans, les populations de référence des années intermédiaires étant quant à elles estimées par interpolation ou extrapolation. Pour la commune, le premier recensement exhaustif entrant dans le cadre du nouveau dispositif a été réalisé en 2006.

En 2022, la commune comptait 484 habitants, en évolution de −5,1 % par rapport à 2016 (Vosges : −2,96 %, France hors Mayotte : +2,11 %).
| 1793 | 1800 | 1806 | 1821 | 1831 | 1836 | 1841 | 1846 | 1856 |
| ---- | ---- | ---- | ---- | ---- | ---- | ---- | ---- | ---- |
| 393  | 472  | 514  | 532  | 586  | 601  | 648  | 652  | 645  |

| 1861 | 1866 | 1876 | 1881 | 1886 | 1891 | 1896 | 1901 | 1906 |
| ---- | ---- | ---- | ---- | ---- | ---- | ---- | ---- | ---- |
| 644  | 661  | 613  | 634  | 625  | 632  | 621  | 626  | 639  |

| 1911 | 1921 | 1926 | 1931 | 1936 | 1946 | 1954 | 1962 | 1968 |
| ---- | ---- | ---- | ---- | ---- | ---- | ---- | ---- | ---- |
| 666  | 553  | 519  | 545  | 473  | 434  | 462  | 426  | 373  |

| 1975 | 1982 | 1990 | 1999 | 2006 | 2011 | 2016 | 2021 | 2022 |
| ---- | ---- | ---- | ---- | ---- | ---- | ---- | ---- | ---- |
| 400  | 397  | 430  | 377  | 406  | 473  | 510  | 496  | 484  |

### Enseignement
Établissements d'enseignements :
- Écoles maternelles et primaires à Igney, Nomexy, Vaxoncourt, Châtel-sur-Moselle, Madegney.
- Collèges à Châtel-sur-Moselle, Charmes, Dompaire, Golbey.
- Lycées à Thaon-les-Vosges, Épinal.

### Santé
Professionnels et établissement de santé :
- Médecins à Nomexy, Châtel-sur-Moselle, Girmont, Thaon-les-Vosges, Vincey, Chavelot.
- Pharmacies à Nomexy, Châtel-sur-Moselle, Thaon-les-Vosges, Vincey, Portieux.
- Hôpitaux à Châtel-sur-Moselle, Thaon-les-Vosges, Charmes.

### Cultes
- Culte catholique, Paroisse Saint-Laurent-des-Trois-Rivières[27], Diocèse de Saint-Dié.

## Économie
Au milieu du XIXe siècle, le territoire a une superficie de 1 175 hectares dont 615 en terres labourables, 106  en prés, 10  en vignes, 398 en bois,14 en jardins, vergers et chènevières. ll y était produit froment, seigle, avoine, pommes de terre, vin et beaucoup de fourrage. On notait trois moulins à grains : l'Ate, l'Étang, Randeney. Une tuilerie occupait six ouvriers. Il s'y tenait commerce de grains, de bestiaux et de fourrage.

### Entreprises et commerces

#### Agriculture
- Culture et élevage associés.
- Élevage de vaches laitières.
- Élevage d'autres bovins et de buffles.
- Élevage de volailles.

#### Tourisme
- Hébergements et restauration à Vincey, Épinal, Rugney.

#### Commerces
- Commerces et services de proximité.

## Culture locale et patrimoine

### Lieux et monuments

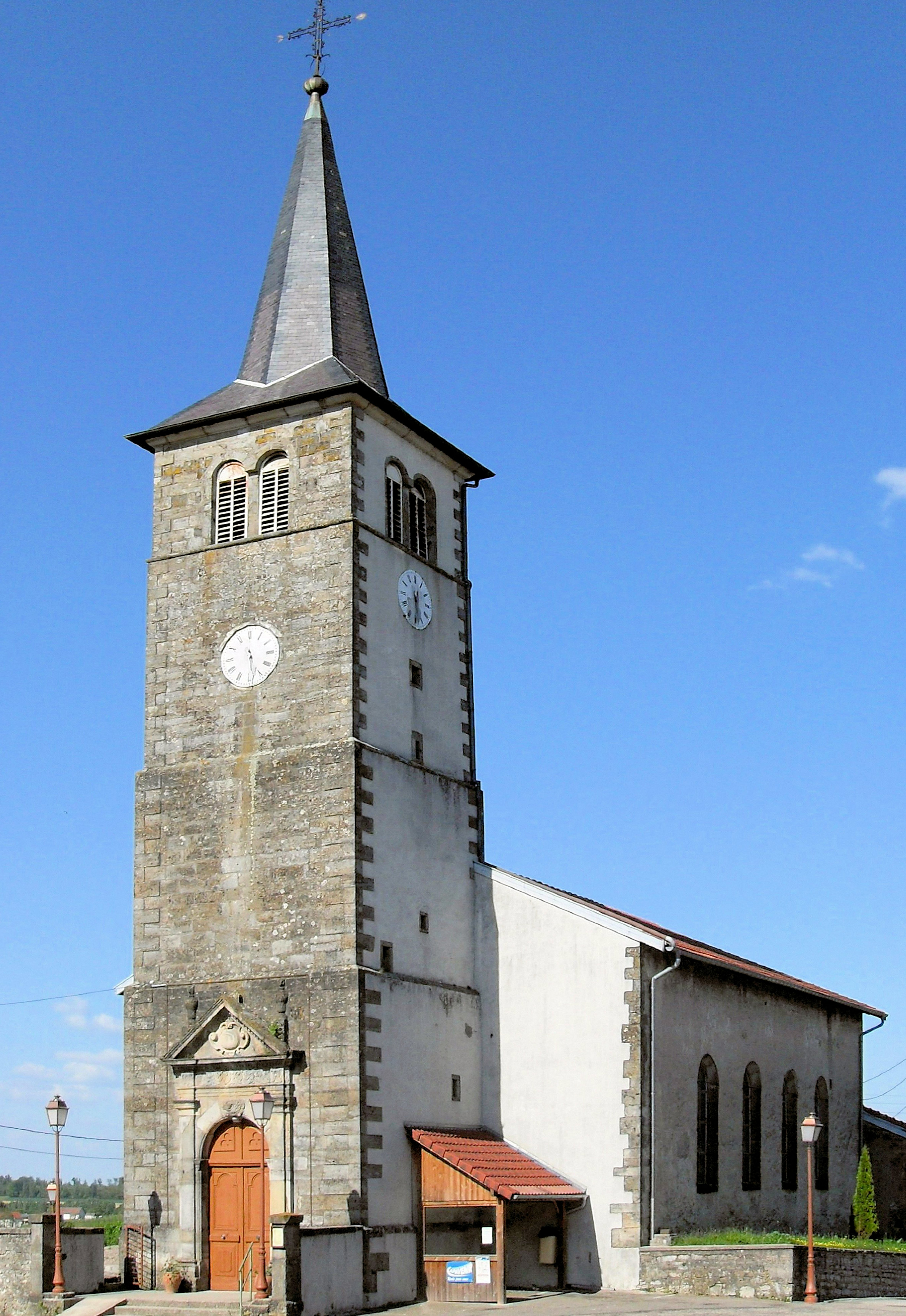
Église Saint-Martin.
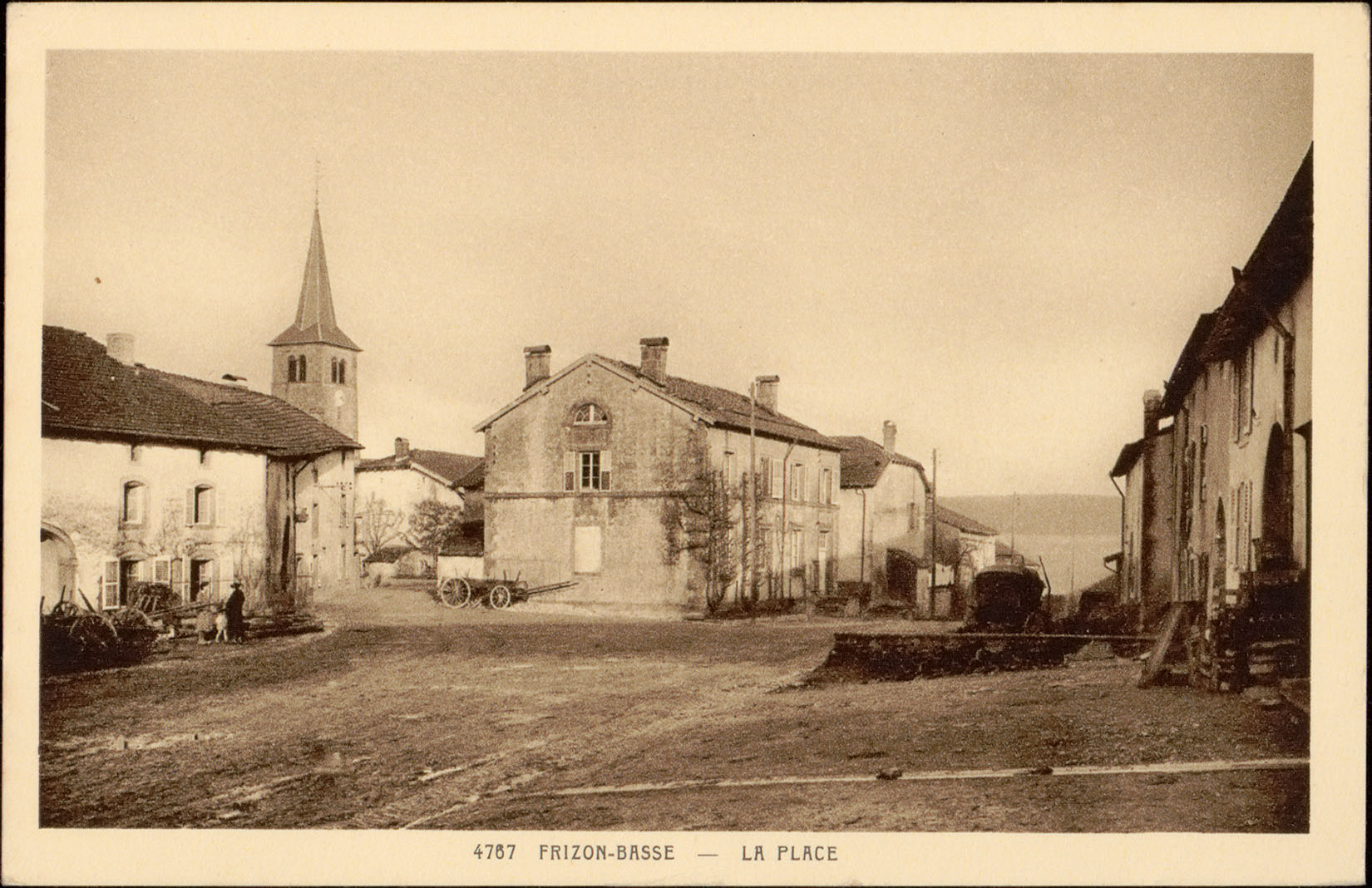
Carte postale ancienne montrant la place de Frizon-Basse.
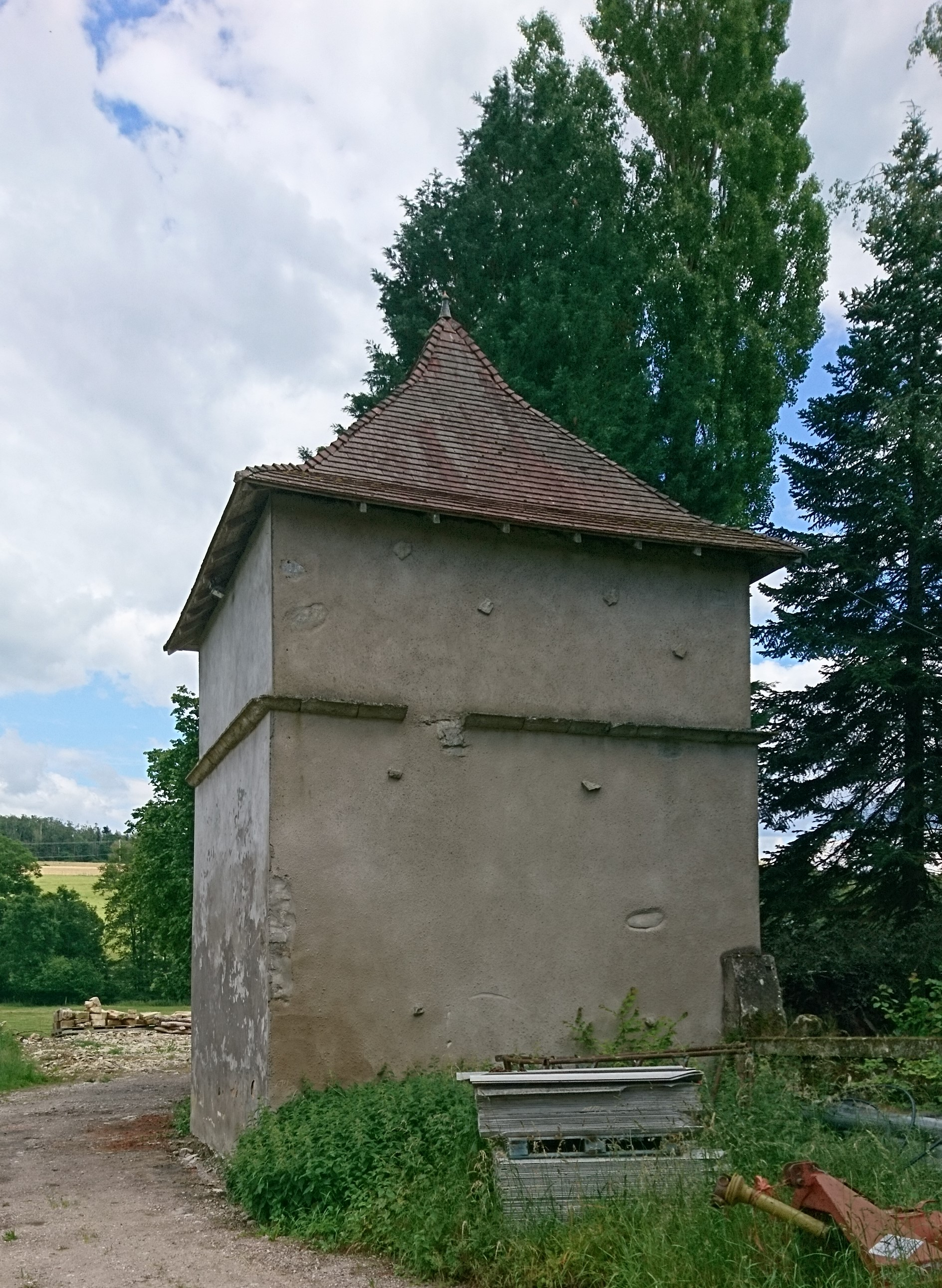
Pigeonnier  du pavillon Stanislas.
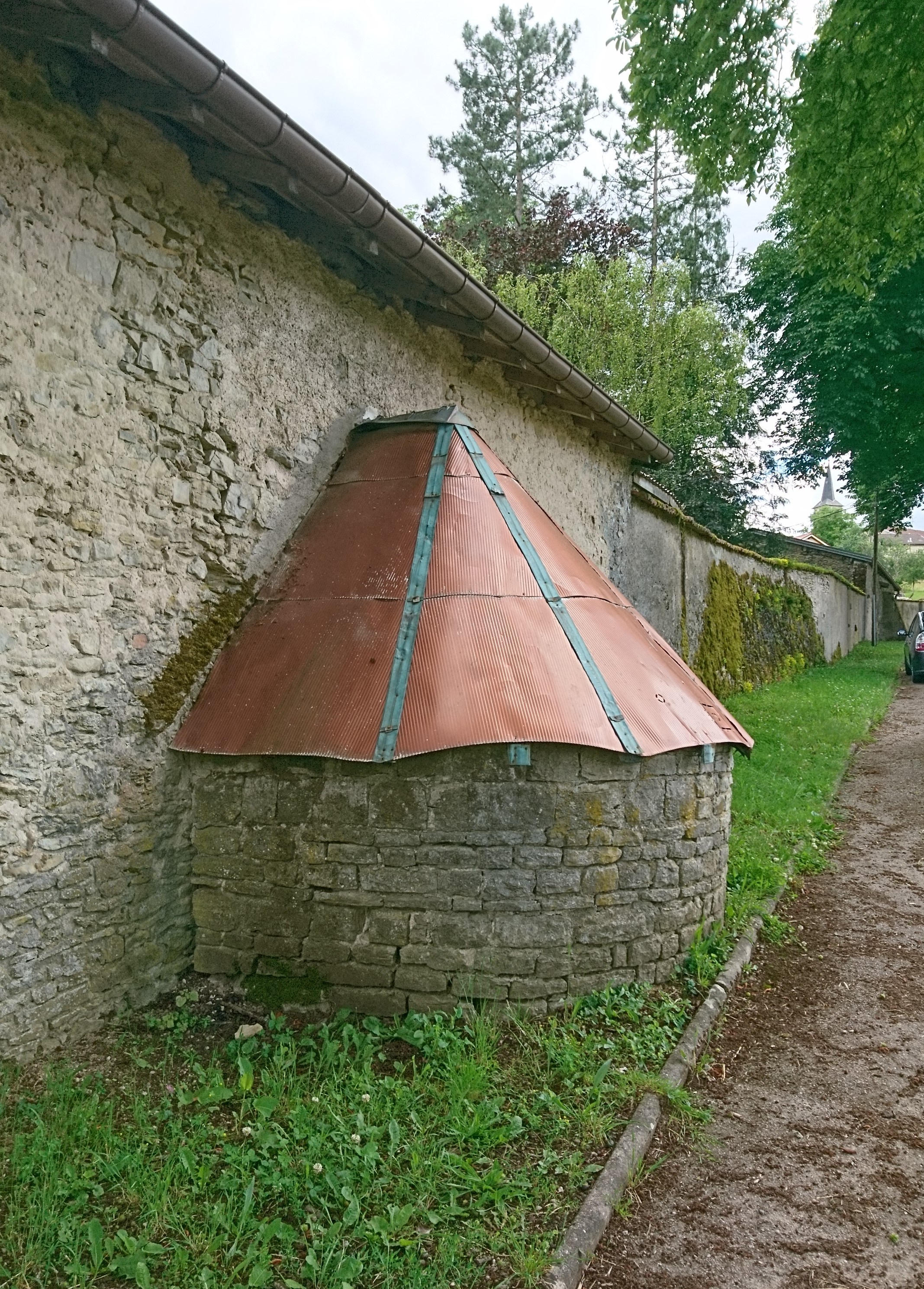
Four à pain du Pavillon Stanislas.

- L'église Saint-Martin néogothique de Frizon-Haute et son chœur datent du XVIe siècle. Son clocher se situe à l'altitude de 376 mètres.

Orgue de tribune, construit en 1840 par Antoine Grossir,.
- Il existe un musée « agraire et paysan » à Frizon.
- La maison sise au 230, allée des Marronniers, pavillon de chasse de Stanislas Leszczyński[30], bénéficie d'une protection au titre des monuments historiques par arrêté du date du 18 mai 2009[31] : les quatre pièces en enfilade du rez-de-chaussée avec l'escalier et le vestibule, soit : la cuisine avec sa cheminée, la pièce du placard chauffant, la pièce avec sa cheminée Renaissance et la pièce avec l'alcôve[32].
- Ensemble de deux tableaux : Les Quatre Saisons[33].
- Fontaine-lavoir de Frizon[34].
- L'abreuvoir daté du château de Frizon[35].

### Personnalités liées à la commune
- Georges de Gudel, Seigneur de Nomexy et de Frizon[36].

### Héraldique
| Blason | Blasonnement : D'azur au sautoir bretessé contre bretessé d'or, au chef cousu de gueules chargé d'un marronnier au naturel feuillé de quatre pièces et fruité d'une ; adextré d'une tour d'argent et senestré d'une tourelle du même, les deux ajourées de sable. Commentaires : Le sautoir bretessé contre bretessé est celui de la famille Frizon dont un des membres a habité la commune voisine de Nomexy. Frizon est divisée en deux parties la Haute-Frizon symbolisée par la tour, et la Basse-Frizon symbolisée par la tourelle. Le marronnier indique qu'une grande allée de marronniers sépare ces deux parties du village. |

## Pour approfondir